# فرودگاه وست‌فیلید
فرودگاه وست‌فیلید  (به انگلیسی: Westfield Airport)  یک فرودگاه همگانی باربری  است که یک باند فرود چمن دارد و طول باند آن ۹۱۴ متر است. این فرودگاه در  کشور ایالات متحده آمریکا قرار دارد و در ارتفاع ۲۸۴ متری از سطح دریا واقع شده است.